# Trierer Straße (Weimar)

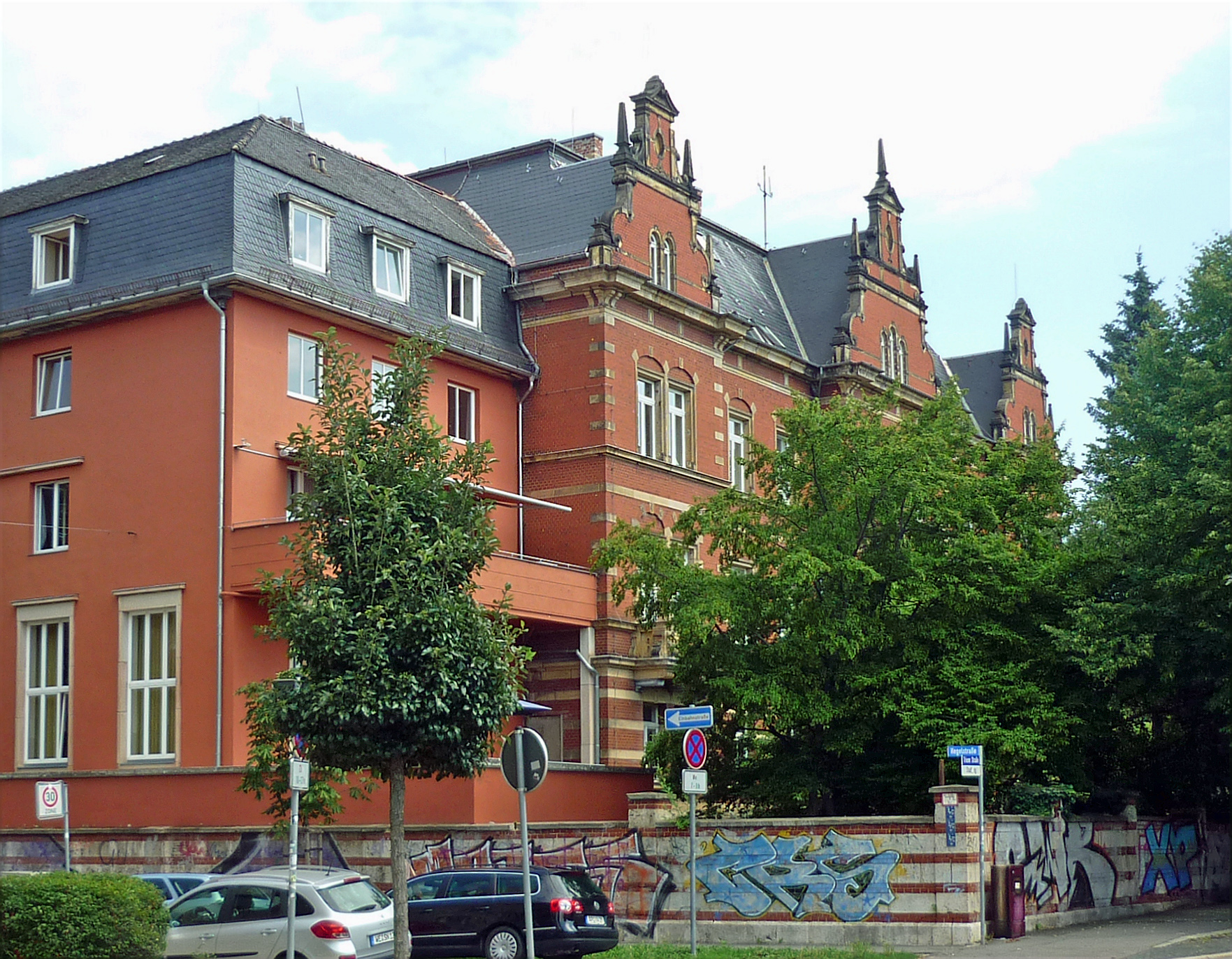
Mutterhaus im Sophienkrankenhaus in der Trierer Straße

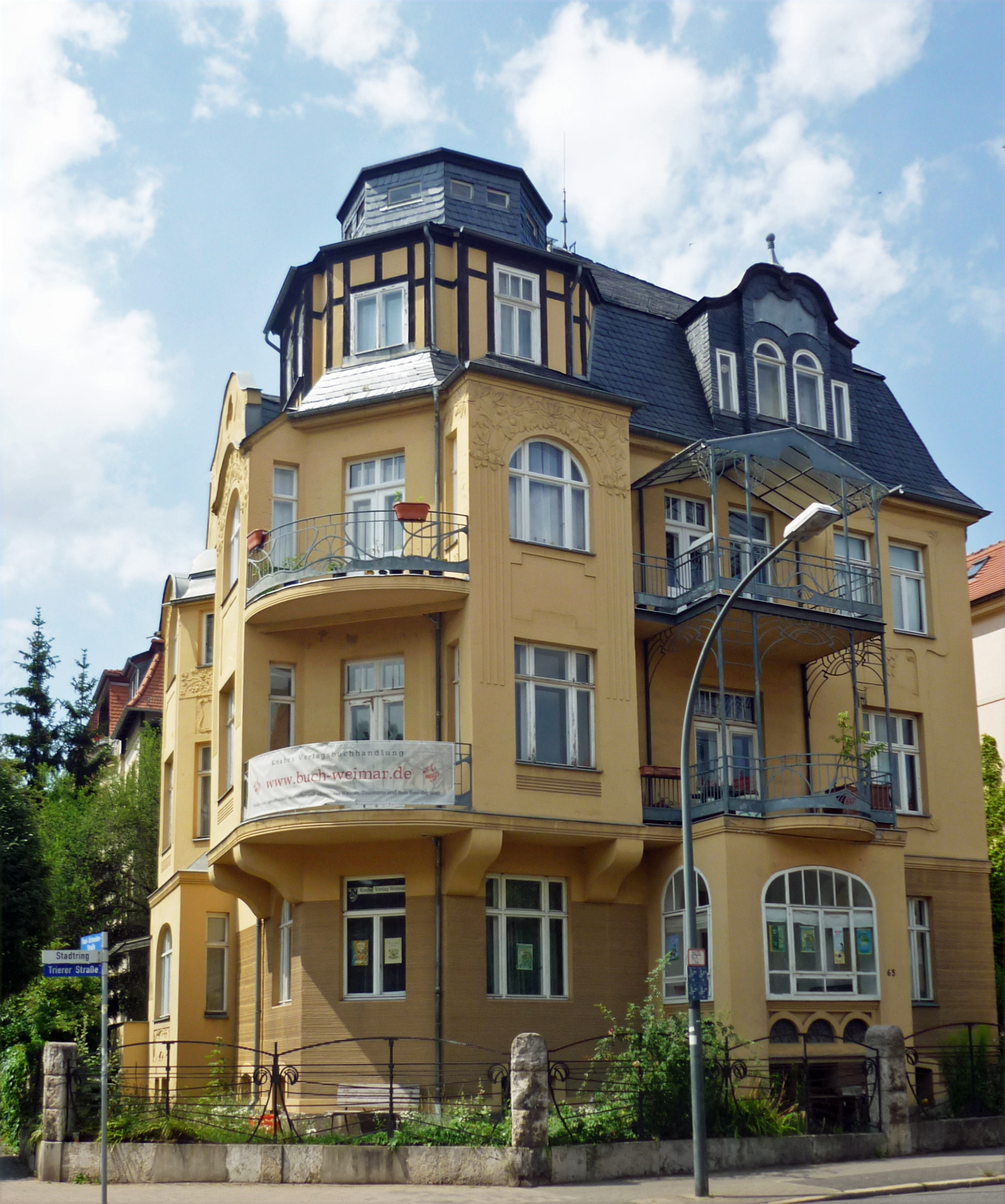
Trierer Straße 65

Die Trierer Straße in der Weimarer Westvorstadt, die ebenso wie die von der Erfurter Straße ausgehenden und nach Norden führenden Fuldaer Straße, hieß zu DDR-Zeiten Friedrich-Engels-Ring, der sein Ende an der Ernst-Thälmann-Straße kurz vor der Schopenhauerstraße hat. Der Straßenzug beginnt am Poseckschen Garten/Ecke Humboldtstraße und endet an der Erfurter Straße. Über die Erfurter Straße hinaus wird sie zur Fuldaer Straße.
Die gesamte Trierer Straße steht auf der Liste der Kulturdenkmale in Weimar (Sachgesamtheiten und Ensembles). Sie entstand demnach im Zuge der südwestlichen Stadterweiterung. Eine Reihe von Gebäuden stehen auf der Liste der Kulturdenkmale in Weimar (Einzeldenkmale). Das wohl markanteste ist gleich an der Kreuzung zur Humboldtstraße das Mutterhaus des Sophienkrankenhauses als Haus Trierer Straße 2. Der Entwurf des 1886 errichteten Gebäudes hiervor stammt von dem Weimarer Architekten und Baurat Julius Bormann. Rudolf Zapfe seinerseits hatte in Weimar zahlreiche Villen und Wohnhäuser im Jugendstil entworfen. Dazu zählt u. a. das Wohnhaus von 1904 Trierer Straße 65. In der Trierer Straße 36 wohnte der der Weimarer Malerschule zuzurechnende Landschaftsmaler Theodor Hagen, wie die an der Hauswand befindliche Gedenktafel ausweist. Im Haus Trierer Straße 73 wohnte der Dichter Johannes Schlaf. Das Haus Trierer Straße 6 befindet sich in Blickachse zur Henßstraße. Es war auch das von Otto Henss.
Den Knotenpunkt August-Bebel-Platz bilden Trierer Straße, William-Shakespeare-Straße und Schubertstraße. Auf diesem Platz, der früher Bismarckplatz hieß, befand sich der von August Lehrmann entworfene und von Josef Heise geschaffene Kolonialbrunnen. Die den Knotenpunkt August-Bebel-Platz bildenden Straßen wie derselbige stehen ebenfalls auf der Liste der Kulturdenkmale in Weimar (Sachgesamtheiten und Ensembles).